# Bedingin (Todanan)
Bedingin is een bestuurslaag in het regentschap Blora van de provincie Midden-Java, Indonesië. Bedingin telt 4015 inwoners (volkstelling 2010).